# Loi naturelle
Ne doit pas être confondu avec Parti de la loi naturelle.
La loi naturelle, en philosophie, n'est pas à confondre avec les lois de la nature qui régissent la nature et le monde physique. Objets de réflexions philosophiques, la modernité a fait des lois de la nature des objets d'investigations scientifiques dans le cadre de la démarche scientifique. La science cherche à les révéler et les décrire, notamment dans leur régularité et leur universalité.(voir la page Loi scientifique). La loi naturelle, par contre, est un concept de la philosophie politique, souvent remise en cause au XXe siècle.

## Concept

### Chez Cicéron

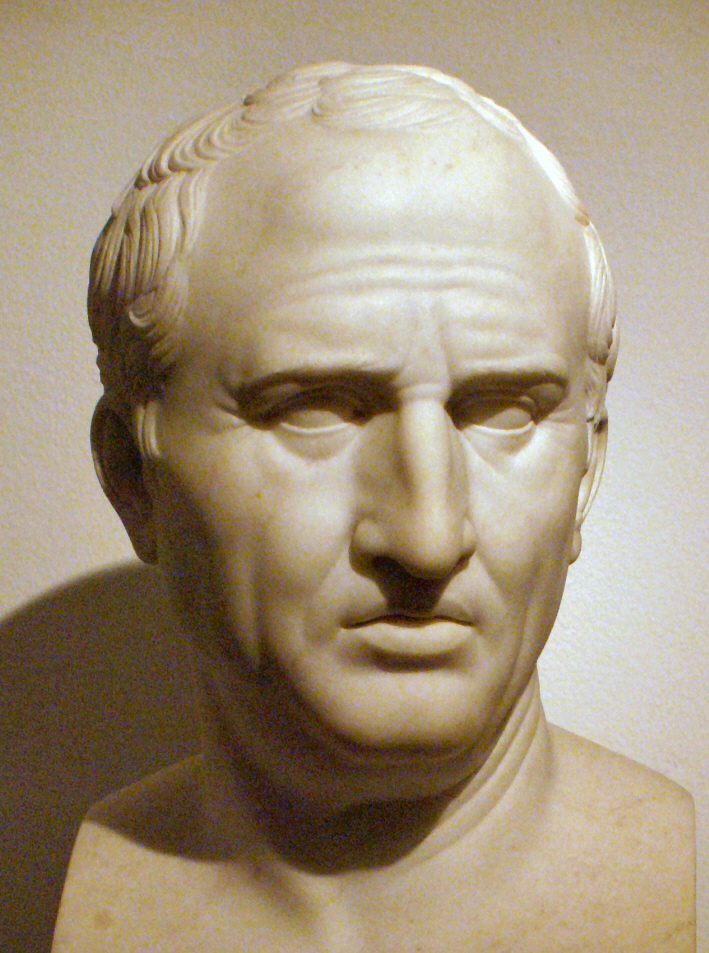
Buste de Cicéron par Bertel Thorvaldsen.

Cicéron réfléchit à la question de la loi naturelle dans un passage du De Republica. Disposant d'une grande postérité, il a été choisi et rapporté par le chrétien Lactance des siècles plus tard. Cicéron souligne en effet qu'il existe « une loi véritable » qui est « la droite raison conforme à la nature, immuable et éternelle, qui appelle l’homme au devoir par ses commandements et le détourne du mal par ses défenses ». Cette loi est imposée de l'extérieur, dès lors, « on ne peut ni l’infirmer par d’autres lois, ni déroger à quelques-uns de ses préceptes, ni l’abroger tout entière » ; le pouvoir politique n'a aucune prise sur elle (« Ni le sénat, ni le peuple ne peuvent nous soustraire à son empire »). Elle est évidente pour tous, du fait de sa naturalité, et donc, elle est universelle : « elle n’a pas besoin d’interprète qui l’explique. Il n’y en aura pas une à Rome, une autre à Athènes, une aujourd’hui, une autre demain, mais une seule et même loi éternelle, inaltérable qui dans tous les temps régit à la fois tous les peuples. Et l’univers entier est soumis à un seul maître, à un seul roi suprême, au Dieu tout-puissant qui a conçu et médité cette loi ». Parce que la loi naturelle est celle qui nous fait homme, « la méconnaître, pour un homme, c’est se fuir soi-même, renier sa nature et par là même subir les plus cruels châtiments, lors même qu’on échapperait à tout ce qu’on regarde comme des supplices ».

### Chez Saint Paul
Dans la tradition paulienne, la loi naturelle désigne les principes qui doivent guider la conscience morale. Saint Paul utilise dix-neuf fois le terme de loi (nomos) dans le deuxième chapitre de l'Épître aux Romains.

### Chez Thomas d'Aquin
Cette conception est aussi celle de saint Thomas d'Aquin.
C'est avec les modernes que la loi naturelle prend une dimension politique et qu'elle acquiert différentes acceptions variant selon les écoles et les auteurs.

### Chez l'école de Salamanque
L'école de Salamanque oppose la loi naturelle au droit naturel.

### Chez Hobbes
Thomas Hobbes distingue, dans le Léviathan, les lois dites naturelles, qui sont découvertes par la raison, et sur lesquelles se mettent d'accord les individus à l'état de nature, et le droit naturel, qui s'étend sur toutes choses et ne fait qu'un avec la puissance de chaque individu. Aussi, pour Hobbes, seule la loi naturelle est prescriptive : le droit naturel n'est lui qu'improprement un droit, puisqu'il ne prescrit rien, mais ne fait que décrire un état de fait.
Hobbes appelle loi de nature un ensemble de contraintes qui sont commandées par la raison pour assurer à l'homme sa bonne conservation. S'il énonce une liste de lois naturelles dans le Léviathan, Hobbes résume ces lois à plusieurs reprises dans l'adage : « Ne fais pas à autrui ce que tu penses déraisonnable qu'autrui te fasse ». Les premières de ces lois naturelles commandées par la raison sont la recherche de la paix, l'élaboration d'un contrat social par lequel chacun renonce à des droits en vue d'établir la paix, le respect de la justice, c'est-à-dire des conventions.
Les lois naturelles de Hobbes ne sont pas seulement des commandements de la raison, elles sont également des prescriptions divines. En montrant la coïncidence entre ceux-ci, Hobbes découvre le fondement rationnel de règles telles que la gratitude, le pardon, le rejet de l'insulte, de l'orgueil, de l'envie,. L'observation de ces règles, qui selon Michel Villey « disposent les êtres humains à la paix et à l'obéissance », permet la vie en société.

## Questionnements épistémologiques
L'idée de loi de la nature est une expression du principe de causalité en ce que si une même cause entraîne toujours le même effet, les choses semblent être soumises à des lois, indépendamment de leur lien avec un éventuel « ordre divin » dont elles seraient le reflet. Dans le cadre causal, sont exprimés et résumés différents liens entre des évènements sous forme de « loi ».
En fait, les mathématiques donnent des exemples montrant qu'une loi « naturelle » peut être la conséquence nécessaire d'axiomes avec lesquelles elle semblait n'avoir pas de rapport a priori : ce qui n'était qu'une conjecture peut, avec souvent beaucoup d'efforts et un choix judicieux d'axiomes, se transformer en théorème. Il n'y aurait alors pas d'autre ordre divin que celui des mathématiques, qui présente, en effet, avec l'idée habituelle de Dieu, les points communs d'être intemporel, immuable, et hors de toute contingence.
De plus, la notion de loi se brouille puisque la loi qu'étudie la science n'est pas tant prescriptive que descriptive : l'objet de la science n'est pas le « pourquoi » en soi (d'éventuelles « raisons pour lesquelles » un évènement survient, qui sont du ressort de l'étude des phénomènes d'émergence étudiés en théorie du chaos), mais le « comment » (la manière dont les évènements se déroulent). Il s'agit moins de décrypter les ressorts de la réalité que de mieux décrire des observations et d'en prévoir de véritablement nouvelles.
Quelques exemples :
- Kepler ne décide pas comment les satellites « doivent » décrire leurs révolution, il constate comment, de fait, ils le font (voir Lois de Kepler).
- Newton montre alors comment les trois lois descriptives établies par Kepler (conjecture mathématique) peuvent se déduire de façon plus économique d'un modèle unique (la loi d'attraction en mm'/r²), qui, en plus, explique des phénomènes additionnels sans rapport a priori évident, comme les marées. Cette loi de Newton suppose néanmoins une action à distance d'une élucidation particulièrement difficile. La réponse de Newton est ferme : hypotheses non fingo (je n'avance pas d'hypothèses). Ou, comme le dira plus tard Wittgenstein : Ce dont on ne peut parler, il faut le taire.
- Einstein (à la suite de Minkowski, Lorentz et Poincaré) procède à un réajustement : dans la construction galiléenne de la mécanique, il remplace une hypothèse que les faits ont invalidée (l'addition des vitesses) par une autre hypothèse qui, elle, est confirmée par les faits (la constance de la vitesse de la lumière dans tous les repères), et il redéfinit toute la mécanique qui en découle.